# خاچیک تولولیان
خاچیک میناسی تولولیان (ارمنی غربی: Խաչիկ Մինասի Թէօլէօլեան؛ انگلیسی: Khachig Tölölyan؛ زادهٔ ۳۰ اوت ۱۹۴۴) پژوهشگر مطالعات دیاسپورا ارمنی‌تبار اهل ایالات متحده آمریکا است.

## زندگی‌نامه
وی در ۱۹۴۴ در حلب، سوریه به دنیا آمد و از دانشگاه هاروارد، دانشگاه رود آیلند، دانشگاه وسلین و دانشگاه براون فارغ‌التحصیل گشت. 

## تالیفات
پراستنادترین تالیفات تولولیان عبارتند از:
- "Rethinking diaspora(s): Stateless power in the transnational moment". Diaspora. 5 (1): 3–36. 1996. doi:10.1353/dsp.1996.0000. S2CID 145562896.
- "The Nation-State and Its Others: In Lieu of a Preface". Diaspora. 1 (1): 3–7. 1991. doi:10.1353/dsp.1991.0008. S2CID 144826260.